# Sokrates försvarstal
Sokrates försvarstal (grekiska Ἀπολογία Σωκράτους) är en (troligen) tidig text av   Platon i vilken han återger det försvarstal Sokrates skall ha hållit år 399 f.Kr. vid den rättegång där han dömdes till döden av atenarna. Den kallas även Apologin eller bara Försvarstalet. I den återger Sokrates anklagelserna mot sig själv som ogudaktig och en ungdomens förförare. 

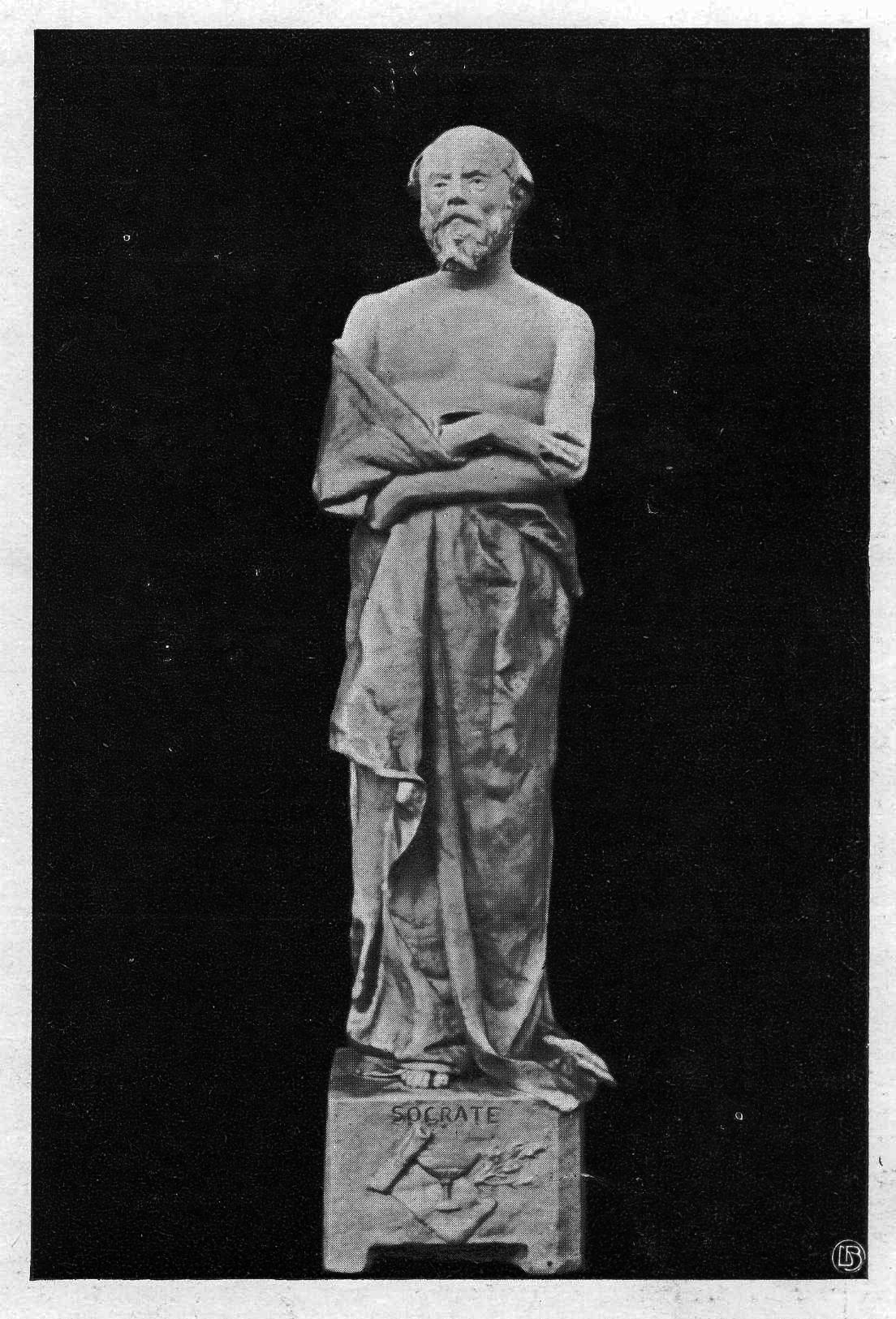
Sokrates inför sina domare av italienske skulptören Renzo Colombo (1856-1885), visad vid Salon des Artistes Français (1884) i Paris, Frankrike.

Sokrates berättar sedan hur han fick sitt heliga kall. Då en vän frågade oraklet i Delfi vem som var visast i hela världen blev orakelsvaret: Sokrates. Eftersom Sokrates själv tyckte sig vara mycket okunnig tyckte han oraklets svar var märkligt. Det var ju fel, men det kom å andra sidan från Gud (Apollon), och Guden ljuger rimligtvis inte. Alltså bestämde sig Sokrates för att testa oraklet genom att försöka vederlägga vad det sagt. Han gick runt och intervjuade folk och fann efter att ha talat med såväl skomakare som domare att folk trodde sig veta saker som de egentligen inte visste ett dugg om. Viktigast var då rättvisa, vilket på klassisk grekiska (dikaiosyne, Δικαιοσύνη) är en samlande beteckning för sann insikt om vad som är rätt och fel i livet. Slutligen kom Sokrates på att oraklet haft rätt, fast det oraklet sagt som vanligt utgjort ett slags paradox. Därmed formulerar Sokrates det uttalande som kanske mer än något annat gjort honom berömd i alla tider. Sokrates inser hur litet han vet, och det är det som gör honom till den visaste, eller klokaste, eller kunnigaste, i världen. I grekiskan inringar dessa ord detsamma. Kunskap sågs lika gärna i termer av kompetens som den likställdes med funktionalitet och skönhet. En god man (agathos) var på något vis både kunnig, stark, praktiskt duglig och skön att se på. Sokrates berömda fulhet gjorde därmed hans framträdande – som den ende insiktsfulle och sant gode – extra kraftfullt och utmanande.
Sokrates berättar också om sitt tidigare liv och om sitt tidiga intresse för astronomi och Anaxagoras kosmologiska teorier. Hans anklagare har därmed försökt vrida ut det hela på att han skulle vilja införa nya hädiska gudar, men så är inte alls fallet. Sokrates vill bara att var och en ska granska sig själv kritiskt, så hela hans filosofi är så betraktad bara en yttring av oraklets Känn dig själv! (γνῶθι σεαυτόν).
Sokrates befinns skyldig av juryn, med en ganska knapp majoritet, och skall sedan enligt atensk lag föreslå ett straff åt sig själv. Han föreslår först att han borde belönas som en folkhjälte (med fria måltider i Prytaneion,som ligger centralt i Aten,den lokal där de styrande ämbetsmännen sammanträdde), men ändrar det sedan till ett ganska stort bötesbelopp, som några av hans vänner (däribland Platon) går i borgen för, då Sokrates själv var utfattig. Efter detta fräcka uppträdande döms han till döden genom att tömma giftbägaren. Flera jurymedlemmar som först ville fria honom helt röstar nu för att han ska tilldömas dödsstraff. Han säger då att döden inte skrämmer honom, för antingen är den som en drömlös sömn eller så får han i livet efter detta träffa ett antal stora personer ur historien i idévärlden (se himmelen). Han uppmanar atenarna att se till att hans söner följer i hans spår, och säger till sist att: "Nu är det dags att vi går åt var sitt håll, ni för att leva och jag för att dö. Den som går mot det bättre vet bara Gud."
Försvarstalet är till stor del en oerhört begåvad författares försök att rättfärdiga sin lärare och förebild inför samtiden och eftervärlden. Samtidigt kan man tänka sig att den historiske Sokrates sade åtminstone en del av det här i sitt eget försvarstal. Det är troligt att Platon skrev ner det i sin ungdom - han var cirka 27 år gammal år 399 f.Kr. - men att han polerade på det även senare, som han även anses ha gjort med andra verk. Det nämns dessutom i Försvarstalet att Platon är närvarande, vilket brukar tas som en författarmarkering av att huvudinnehållet är autentiskt. (I Faidon, som återger en diskussion om själens odödlighet föregående Sokrates tömmande av giftbägaren, sägs att Platon inte var med. Detta tolkas som ett motsatt påpekande.)
Den dokumenterade sanningen är att ingen vet exakt hur nära Sokrates faktiska försvarstal Platon ligger i sin text. En försiktig gissning är att han innehållsligt ligger tämligen nära här i Försvarstalet som heller inte omnämner några idéer eller någon idélära. Sokrates framstår som det moraliskt upptagna gatuoriginal han tycks ha varit. I vilket fall som helst är talet ett av världslitteraturens mästerverk, och den som undrar varför namnet Sokrates är så allmänt bekant än idag, kan med fördel läsa det i modern översättning.
Även militären och författaren Xenofon skrev ett Sokrates försvarstal. Jämförelser är intressanta, även om det är oklart vilka beroendeförhållanden som förelåg, om några.